# منحة حلمي
منحة حلمي (من مواليد عام 1925، والمتوفاة عام 2004) هي فنانة ورائدة في فن النقش والطباعة المصرية.

## النشأة والتعليم
وُلدت منحة حلمي في حلوان بمصر في 11 يوليو 1925 كطفلة وسط عائلة مكونة من سبع شقيقات وشقيقين. تخرجت من المعهد العالي للدراسات التربوية للفنون بالقاهرة عام 1949 قبل أن تواصل تعليمها بالخارج في مدرسة سليد للفنون الجميلة بين عامي 1953 و1955، حيث ركزت على الرسم والفنون التشكيلية والتنميش. درست لاحقًا الرسومات الملونة في جامعة مورلي في لندن خلال إقامتها في لندن بين 1973-1979.

## حياتها المهنية
كانت منحة حلمي بجانب قامات مثل حسين الجبالي وعبدالله جوهر ومريم عبد العليم جزءًا من جيل رائد من الفنانين الذين لعبوا دورًا محوريًا في هذا المجال. نالت رسومات حلمي بالأبيض والأسود استحسان النقاد بسبب تعقيدها، وكذلك لصعوبة إدراكها. كانت حلمي من أوائل الفنانين الذين نقشوا مشاهد كاملة في عملها، وكررت تأثيرات الرسومات التخطيطية ورسومات تفصيلية على الزنك قبل تحويلها إلى مطبوعات.
بعد فوزها بجائزة سليد للنقش عام 1955، شاركت منحة حلمي في المعارض حول العالم. شاركت في معظم المعارض المحلية في مصر من عام 1956 وما بعدها، كما أقامت أول معرض خاص لها في عام 1966. شاركت في العديد من مهرجانات الرسم الدولية في ألمانيا الغربية ويوغوسلافيا وبولندا وإيطاليا وطوكيو والهند. وفازت بجائزة صالون القاهرة عامي 1959 و1960، وجائزة معرض القاهرة للإنتاج عام 1957، وجائزة ليوبليانا الفخرية عام 1961. ذهبت حلمي لتصبح محاضرة في معهد الفنون الجميلة في القاهرة، وأستاذًا للفنون الجميلة بجامعة حلوان بالقاهرة، وأستاذًا فخريًا للنقش في أكاديمية الفنون الجميلة في فلورنسا بإيطاليا، وعضوًا في مجلس صانعي الطباعة في المملكة المتحدة.
تقاعدت حلمي من الطباعة في الثمانينيات بسبب أحد أمراض الرئة بسبب المواد الكيميائية المستخدمة في رسوماتها، ولكنها واصلت التدريس في جامعة حلوان حتى وفاتها في عام 2004 عن عمر يناهز 78 عامًا.
تُعرض أعمال منحة حلمي في متحف الفنون الحديثة في مصر، كما توجد في مجموعات خاصة في مصر، وألمانيا، وبريطانيا، والإمارات العربية المتحدة، والولايات المتحدة. تبرعت ابنتها سارة خلاف بإحدى رسوماتها التجريدية في صلب الموضوع To the Point لجامعة القاهرة . بيعت لوحتها موكب للعمل في دار كريستيز للمزادات في عام 2007. حصل سلطان سعود القاسمي من مؤسسة بارجيل للفنون على لوحتها التجريدية "استكشاف الفضاء" في عام 2019.

## المعارض
1. شاركت في معظم المعارض المحلية في مصر من عام 1956 فصاعدًا.
2. - عرض فردي، النقش في قاعة أخناتون في القاهرة بمصر، 1966.
3. عرض فردي، النقش والرسومات في لندن 1978.
4. عرض فردي، الحفر بمعهد جوته في القاهرة بمصر 1979
5. عرض فردي في جامعة أوسترال في تشيلي، 1985
6. معرض استعادي، صالة هورايزون ون في القاهرة مصر 2005
7. شاركت في العديد من مهرجانات الرسم الدولية في ألمانيا الغربية ويوغوسلافيا وبولندا وإيطاليا وطوكيو والهند وبييلا بإيطاليا وفريدريكستاد بالنرويج.
8. شارك في مهرجان البندقية بإيطاليا
9. شارك في مهرجان العالم الثالث لفن الجرافيك 1980 بالمركز الثقافي العراقي بلندن.
10. شارك في مهرجان دبلن بأيرلندا، 1982، ومهرجان برادفورد بإنجلترا، 1982 و1986.
11. معرض الفنانين العرب المعاصرين بلندن 1982
12. شارك في مهرجان الهند 1982.

## الجوائز
1. - جائزة مدرسة سليد للفنون الجميلة للحفر 1955.
2. - جائزة صالون القاهرة لعامى 1959 و1960.
3. - جائزة معرض القاهرة للإنتاج 1957.
4. جائزة ليوبليانا الفخرية 1961.
5. أستاذ فخري في أكاديمية فنون الرسم، 1963.
6. - جائزة الاستحقاق الوطنية للنقش1981.

## المنشورات والأنشطة الثقافية
1. رسومات كتاب التشريح للفنانين 1961.
2. أمين المعرض المصري في الدورة الخامسة من مهرجان نيودلهي في الهند، 1982
3. غلاف كتاب احدى كليات القناة الطبية 1980-1983
4. عضو لجنة الاستحواذ في مصر لمدة ثلاث سنوات متتالية. 1985-1988.
5. عضو لجنة الفنون الجميلة بمصر لمدة عامين متتاليين. 1986-1988.
6. عضو مجلس صناع الطباعة ، المملكة المتحدة
7. عضو المجلس العالمي للطباعة، الولايات المتحدة الأمريكية